# Different World (альбом Uriah Heep)
Different World (с англ. — «Другой мир») — 18-й студийный альбом британской рок-группы Uriah Heep, выпущенный в 1991 году в Европе и Японии. Different World стал первым студийным альбомом Uriah Heep, сингл с которого не был выпущен в Великобритании. Это второй студийный альбом группы, записанный с участием вокалиста Берни Шо и клавишника Фила Лансона.
Продюсированием альбома занимался бас-гитарист группы Тревор Болдер. Он отметил, что хотя это был хороший опыт, ему было сложно носить шляпы как музыканта группы, так и продюсера.

## Критика
Альбом в целом получил негативные отзывы от критиков. Обозреватель из Allmusic Джейсон Андерсон заявил, что «...один из основателей группы Мик Бокс, ничего не делает на альбоме чтобы повысить репутацию своего перезрелого проекта» и «как и большинство пост-абоминогских попыток Uriah Heep, Different World предназначен только для комплементистов группы».

## Список композиций
1. «Blood on Stone» (Тревор Болдер) — 4:38
2. «Which Way Will the Wind Blow» (Болдер) —4:52
3. «All God's Children» (Мик Бокс, Фил Лансон) — 4:20
4. «All for One» (Болдер) — 4:27
5. «Different World» (Бокс, Лансон) — 4:15
6. «Step by Step» (Болдер) — 4:07
7. «Seven Days» (Бокс, Лансон) — 3:35
8. «First Touch» (Лансон) — 3:54
9. «One on One» (Бокс, Лансон) — 4:05
10. «Cross That Line» (Бокс, Лансон) — 5:35
11. «Stand Back» (Бокс, Лансон) — 3:57 (бонус-трек CD-издания)

## Участники записи

#### Uriah Heep
- Мик Бокс — гитара, вокал
- Ли Керслейк — ударные, вокал
- Тревор Болдер — бас-гитара, вокал, продюсер, микширование
- Фил Лансон — клавишные, вокал
- Берни Шо — ведущий вокал

#### Дополнительные музыканты
- Бретт Морган — ударные
- Дэнни Вуд — аккордеон
- Бенни Маршалл — гармоника
- Стив Пигготт — программирование клавишных
- Хор Средней школы королевы Елизаветы в Олфорде, Линкольншир, Англия под управлением Эндрю Уиллоуби (в «All God's Children»)

#### Производство
- Рой Нив — звукоинженер, микширование, компьютерное программирование
- Мэт Кемп — звукоинженер